# Standaard procedure
Standaard procedure is een lied van de Nederlandse rapper Lil' Kleine in samenwerking met de Nederlandse rapper Ronnie Flex. Het werd in 2021 als single uitgebracht en stond in hetzelfde jaar als vierde track op het album Kleine van Lil' Kleine.

## Achtergrond
Standaard procedure is geschreven door Ronell Langston Plasschaert, Joey Moehamadsaleh, Jorik Scholten en Rafael Maijnard en geproduceerd door Jordan Wayne. Het is een nummer uit de genres nederhop en trap. In het lied rappen de artiesten over hun luxe en extravagante levenswijze. Op de B-kant van de single is een instrumentale versie van het lied te vinden. 
Het is een van de vele hits uit de samenwerking van Lil' Kleine en Ronnie Flex. Eerder kwamen ze al met de nummers Drank & drugs, Investeren in de liefde, Zeg dat niet, No go zone, Hoog / laag, Alleen, Niet omdat het moet, 1, 2, 3, Bel me op, Stripclub, Mist & regen, Zonder reden, Loterij, Volg me, Miljonair en Vandaan. De samenwerking werd herhaald op Uhuh. 

## Hitnoteringen
De artiesten hadden bescheiden succes met het lied in de hitlijsten van het Nederlands taalgebied. Het piekte op de vijftiende plaats van de Nederlandse Single Top 100 en stond vier weken in deze hitlijst. De Top 40 en haar Tipparade werden niet bereikt. Ook in de Vlaamse Ultratop 50 was er geen notering; het kwam hier wel tot de 33e positie van de Ultratip 100.